# Lingue uralo-altaiche
Con lingue uralo-altaiche viene indicata una famiglia linguistica che include le famiglia altaica (ossia le lingue turche e le lingue mongole) e le famiglia uralica (ungherese, finlandese, estone, eccetera).
Questa categorizzazione rimane comunque a livello ipotetico poiché non esistono prove sufficienti a giustificarne l'esistenza: il termine uralo-altaico è stato disapprovato da parecchi linguisti nella storia. Va peraltro ricordato come sia in discussione anche l'esistenza del gruppo altaico stesso, mentre è pienamente accettata quella del gruppo uralico.
Anticamente i popoli giunti in Europa e parlanti lingue di questo gruppo, (per esempio i magiari), erano a volte chiamati "turchi", e "turche" le lingue da essi parlate. Nonostante questo uso fosse molto diffuso nell'Europa medievale, ciò fu frutto e concausa di una certa confusione che durò molti secoli e perdura anche oggi. L'ipotesi di un ceppo uralo-altaico è abbastanza antica; il primo a proporla fu W. Schott nella sua opera Versuch über die tatarischen Sprachen (Saggio sulla lingua tatara) pubblicato a Berlino nel 1836, in cui tra l'altro ipotizzava una relazione anche con il ceppo ugro-finnico.
Diversi linguisti moderni dubitano che i due gruppi possano essere imparentati. Altri sostengono che i gruppi siano collegati solo tramite una famiglia più antica, quella nostratica, e che i gruppi altaico ed uralico non siano più imparentati rispetto a quanto lo siano gli altri componenti di questa famiglia linguistica.
Le lingue di entrambi i gruppi non presentano una distinzione di genere grammaticale per i sostantivi e si basano su una struttura della frase di tipo SOV. Queste similitudini potrebbero comunque essere mere coincidenze, oppure dovute a interazioni da parte dei parlanti le diverse lingue: infatti, non vi è prova che queste caratteristiche derivino da una radice comune.